# A2 Racer: World Challenge
A2 Racer: World Challenge is een computerspel dat werd ontwikkeld en uitgegeven door de Nederlandse softwareontwikkelaar Davilex. Het spel kwam in 2003 uit voor de PlayStation 2 en Windows. Het is het achtste spel in de reeks A2 Racer. Dit spel gaat, net als de voorgaande, over het racen door verschillende steden, waarbij de politie ontweken moet worden. Het bijzondere is dat het zich niet in Nederland afspeelt. De auto's waarin gereden wordt zijn echte automodellen maar zonder naam. In totaal kan de speler in dit spel kiezen uit 22 auto's.
Het spel werd in Duitsland uitgebracht als Autobahn Raser: World Challenge. De Franse versie droeg de naam Paris-Marseille Racing: Edition Tour du Monde. In 2005 verscheen een Russische versie genaamd Где моя тачка, чувак?, welke uitgebracht werd door Noviy Disk.

## Steden
In de volgende steden kan er worden gespeeld:

### Duitsland
- Berlijn
- Hamburg
- München

### Frankrijk
- Marseille
- Lyon
- Parijs

### Verenigd Koninkrijk
- Londen
- Edinburgh

### Verenigde Staten
- New York
- Washington
- Miami
- Chicago
- Yellowstone
- Yosemite
- Las Vegas
- Nevada

## Radio
Elk land en elke stad heeft zijn eigen radiostation:
- Duitsland=Radio Smosh FM
- Frankrijk=Radio de Megais
- Verenigd Koninkrijk=Geen naam
- New York/Nevada=Radio Wizzkid
- Washington=Radio Wigs
- Miami=Radio Woop
- Chicago=Radio Wrap
- Yellowstone=Radio Knoc
- Las Vegas=Radio Krap
- Yosemite=Radio Kold

## Auto's
Er zijn verschillende auto's beschikbaar in het spel. Ze zijn gemodelleerd naar echte auto's, maar zonder logo:
- Alpine A110
- Audi TT
- Chevrolet Caprice
- Chevrolet Caprice (taxi)
- Chevrolet Caprice (politie)
- Chevrolet Corvette C3
- Citroën DS Cabriolet
- Ferrari Testarossa
- Lotus Elise
- Mercedes-Benz 300 SL
- MINI Cooper
- Opel Kadett
- Opel Kadett (upgrade)
- Peugeot 206 CC
- Renault Clio V6
- Renault Clio V6 (upgrade)
- Renault Laguna (politie)
- Rover 75
- Rover 75 (politie)
- Toyota MR2 Mk.III
- Volkswagen Golf IV
- Volkswagen Golf IV (upgrade)
- Volkswagen New Beetle
- Volkswagen New Beetle (politie)

## Ontvangst
| Beoordeeld door | Platform      | Datum             | Score |
| --------------- | ------------- | ----------------- | ----- |
| Boomtown        | Windows       | 12 september 2003 | 70%   |
| Game Captain    | PlayStation 2 | 23 november 2003  | 65%   |
| Game Captain    | Windows       | 26 september 2003 | 61%   |
| Absolute Games  | Windows       | 19 februari 2004  | 50%   |
| AceGamez        | Windows       | 16 oktober 2006   | 50%   |
| Jeuxvideo.com   | Windows       | 20 oktober 2003   | 30%   |
| Jeuxvideo.com   | PlayStation 2 | 15 april 2004     | 30%   |
| PC Gamer        | Windows       | oktober 2003      | 25%   |
| Withingames     | Windows       | 29 september 2003 | 20%   |

## Systeemeisen
De onderstaande minimale systeemeisen hebben betrekking tot de Windows-versie.